# دائرة أحواز سلا
دائرة أحواز سلا هي إحدى دوائر عمالة سلا، التابعة لجهة الرباط سلا القنيطرة، المملكة المغربية. تضم الدائرة 2 جماعات قروية، وبلغ عدد سكانها 53985 فرداً سنة 2004 حسب الإحصاء الرسمي للسكان والسكنى. يتبع للدائرة 12 مشيخة و53 دوار.

## التقسيمات الإداريّة
تعتبر دائرة أحواز سلا إحدى الدوائر المشكّلة لعمالة سلا، وهو التقسيم الإداري من المستوى الرابع المعتمد في المغرب. ينقسم عمالة سلا إلى 2 جماعات قروية تختلف من حيث السكان والمساحة، والتي بدورها تنقسم إلى مشيخات تضم عدداً من الدواوير.